# Eugenio María de Hostos (cidade)
Eugenio María de Hostos, também conhecida como Hostos, é uma cidade da República Dominicana pertencente à província de Duarte.
A cidade foi nomeada em homenagem ao Eugenio María de Hostos.
Sua população estimada em 2012 era de 1 814 habitantes.